# Pachyprotasis simulans
Pachyprotasis simulans är en stekelart som först beskrevs av Johann Christoph Friedrich Klug 1817.  Pachyprotasis simulans ingår i släktet Pachyprotasis, och familjen bladsteklar. Arten är reproducerande i Sverige.